# Dagang (sockenhuvudort i Kina, Jiangsu Sheng, lat 32,19, long 119,66)
Dagang (kinesiska: 大港, 大港街道) är en sockenhuvudort i Kina. Den ligger i provinsen Jiangsu, i den östra delen av landet, omkring 82 kilometer öster om provinshuvudstaden Nanjing. Antalet invånare är 66 077. Befolkningen består av 29 964 kvinnor och 36 113 män. Barn under 15 år utgör 11,0 %, vuxna 15-64 år 81 %, och äldre över 65 år 7,0 %.
Runt Dagang är det tätbefolkat, med 881 invånare per kvadratkilometer. Närmaste större samhälle är Zhenjiang, 18,9 km väster om Dagang. Trakten runt Dagang består till största delen av jordbruksmark.
Genomsnittlig årsnederbörd är 1 302 millimeter. Den regnigaste månaden är juli, med i genomsnitt 255 mm nederbörd, och den torraste är januari, med 30 mm nederbörd.